# Olympiska sommarspelen 1980

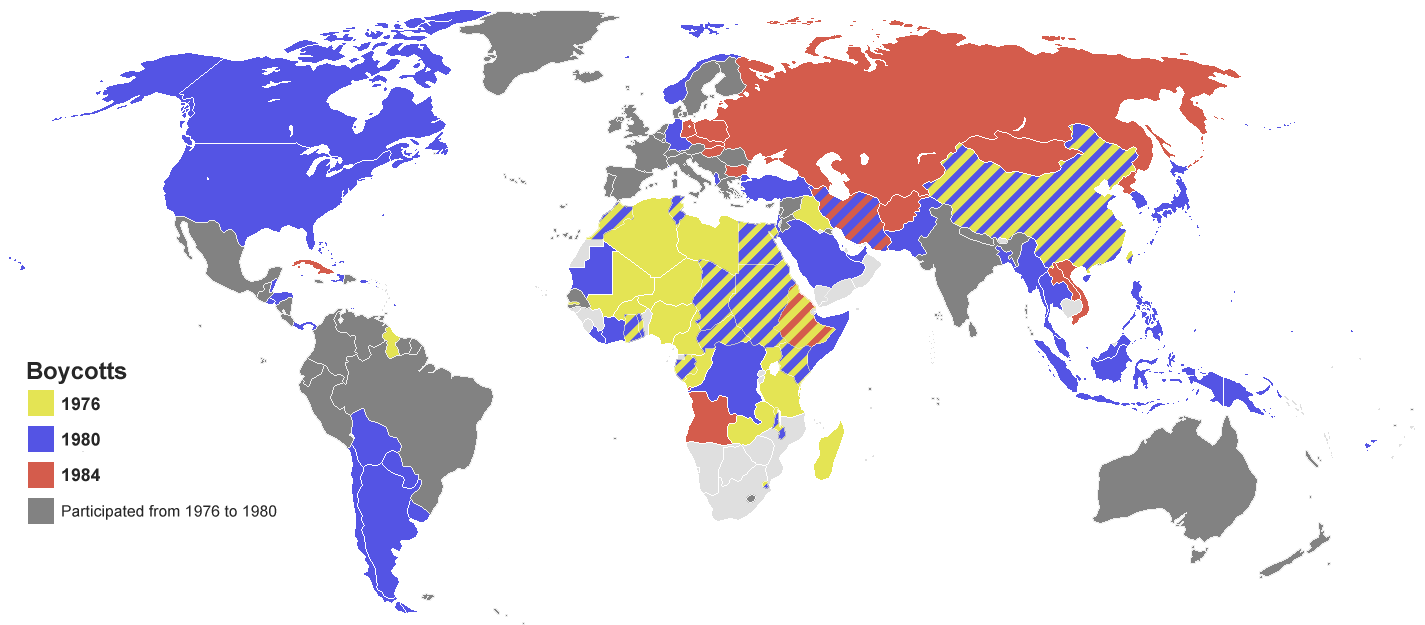
Olympiska sommarspelen var under 1970-talet och 1980-talet svårt drabbade av diverse politiska bojkotter.

Olympiska sommarspelen 1980 var de tjugoandra moderna olympiska spelen och hölls i Moskva i Sovjetunionen mellan den 19 juli och 3 augusti. Tävlingarna sågs på plats av cirka 5,3 miljoner åskådare.
USA initierade en bojkott av spelen. Den officiella orsaken till bojkotten var Sovjetunionens invasion i Afghanistan i december 1979. Bojkotten medförde att spelen blev de minsta i antal deltagare och deltagande nationer sedan 1956. Totalt 65 nationer bojkottade spelen, men de flesta var små idrottsnationer i Asien, Afrika och Sydamerika. Av de större idrottsnationerna bojkottade USA, Kanada och Japan. Västtyskland, Liechtenstein, Monaco och Norge var de enda europeiska länderna som valde att bojkotta.

## Att notera
- Gymnasten Aleksandr Ditiatin från Sovjetunionen erövrade en medalj i varje gren han deltog i. Han tog guld i ringar och lagtävlingen, silver i hopp, barr, räck och bygelhäst samt brons i fristående.
- Supertungviktaren Teofilo Stevenson, Kuba, erövrade sin tredje raka titel i boxningens supertungvikt. Han blev den förste med tre guld i samma viktklass.
- Gerd Wessig, DDR, blev den förste höjdhopparen som satte världsrekord i en OS-final.
- Vladimir Salnikov, Sovjetunionen, blev den förste simmaren som klarade 1 500 m frisim på mindre än 15 minuter. Han erövrade tre guldmedaljer.
- De brittiska löparna Steve Ovett och Sebastian Coe vann 800 m respektive 1 500 m och tog dessutom var sin medalj ytterligare, (Coe silver och Ovett brons).
- Etiopiens Miruts Yifter vann såväl 5 000 m som 10 000 m och kopierade därmed finländaren Lasse Viréns bedrift.
- Waldemar Cierpinski, DDR vann för andra gången maratonloppet.
- DDR dominerade roddtävlingarna och tog hem 11 av de 14 titlarna. Samtliga 54 roddare som tävlade tog medalj.
- DDR dominerade stort damernas simgrenar och erövrade 11 av de 13 titlarna och missade endast 9 av 35 möjliga medaljer.
- Landhockey för damer hade olympisk premiär. Zimbabwe (som Sydrhodesia var man utslutna ur OS), tillbaka efter att man inför svart majoritetsstyre, vann överraskande. Alla spelarna i laget var vita.
- Boxaren Shadrach Odhiambo skulle deltagit för Uganda i Montréal fyra år tidigare men eftersom Uganda bojkottade dessa spel fick han åka hem igen. I Moskva var han tillbaka, nu tävlande för Sverige.

## Sporter
| - Basket - Boxning - Brottning - Bågskytte - Cykling - Fotboll - Friidrott - Fäktning | - Gymnastik - Handboll - Judo - Kanot/kajak - Landhockey - Modern femkamp - Ridsport - Rodd | - Segling - Simhopp - Simning - Skytte - Tyngdlyftning - Vattenpolo - Volleyboll |

## Medaljfördelning
| Plac. | Land           | Guld | Silver | Brons | Totalt antal medaljer |
| ----- | -------------- | ---- | ------ | ----- | --------------------- |
| 1     | Sovjetunionen  | 80   | 69     | 46    | 195                   |
| 2     | Östtyskland    | 47   | 37     | 42    | 126                   |
| 3     | Bulgarien      | 8    | 16     | 17    | 41                    |
| 4     | Kuba           | 8    | 7      | 5     | 20                    |
| 5     | Italien        | 8    | 3      | 4     | 15                    |
| 6     | Ungern         | 7    | 10     | 15    | 32                    |
| 7     | Rumänien       | 7    | 6      | 13    | 25                    |
| 8     | Frankrike      | 6    | 5      | 3     | 14                    |
| 9     | Storbritannien | 5    | 7      | 9     | 21                    |
| 10    | Polen          | 3    | 14     | 15    | 32                    |

## Deltagande nationer
Totalt deltog 81 länder i spelen 1980, men Liberia drog sig ur efter att endast deltagit i invigningsceremonin och därmed var det endast 80 länder som tävlade. Angola, Botswana, Cypern (de debuterade vid vinterspelen i Lake Placid tidigare samma år), Jordanien, Laos, Moçambique och Seychellerna debuterade vid dessa spel. Tre länder återkom till spelen under nya namn, Benin (tidigare Dahomey), Sri Lanka (tidigare Ceylon) och Zimbabwe (tidigare Rhodesia).
Ett flertal länder som deltog i spelen visade ändå sina sympatier med de bojkottande länderna genom att inte tävla under sina egna flaggor utan istället under den olympiska flaggan, undantaget Nya Zeeland som tävlade under den nationella olympiska kommitténs flagga.
| | | | |
| - Afghanistan - Algeriet - Andorra - Angola - Australien - Belgien - Benin - Botswana - Brasilien - Bulgarien - Burma - Colombia - Costa Rica - Cypern - Danmark - Dominikanska republiken - Ecuador - Etiopien - Finland - Frankrike - Grekland | - Guatemala - Guinea - Guyana - Indien - Irak - Irland - Italien - Island - Jamaica - Jordanien - Jugoslavien - Kamerun - Kongo-Brazzaville - Kuba - Kuwait - Laos - Lesotho - Libanon - Liberia - Libyen | - Luxemburg - Madagaskar - Mali - Malta - Mexiko - Moçambique - Mongoliet - Nederländerna - Nepal - Nicaragua - Nigeria - Nordkorea - Nya Zeeland - Peru - Polen - Portugal - Puerto Rico - Rumänien - San Marino - Schweiz | - Senegal - Seychellerna - Sierra Leone - Sovjetunionen - Spanien - Sri Lanka - Storbritannien - Sverige - Syrien - Tanzania - Tjeckoslovakien - Trinidad och Tobago - Uganda - Ungern - Venezuela - Vietnam - Zambia - Zimbabwe - Österrike - Östtyskland |

### Bojkottande nationer
På grund av Sovjetunionens invasion av Afghanistan 1979 ledde USA en bojkott av spelen i Moskva. Hela 65 länder som var inbjudna till spelen ställde inte upp, men några av dessa ställde inte upp av andra orsaker än bojkotten.
Varken Folkrepubliken Kina eller Republiken Kina (Taiwan) ställde upp vid spelen på grund av konflikten rörande under vilket namn som Republiken Kina skulle tävla under. I november 1976 erkände IOK Folkrepubliken Kina som legitim representant för Kina och 1979 började IOK referera till Republiken Kina som Kina-Taipei i enlighet med Nagoyaresolutionen. Det fick till följd att båda länderna bojkottade spelen 1976 och 1980.
Följande 65 länder deltog inte i spelen 1980.
| | | | |
| - Albanien - Amerikanska Jungfruöarna - Antigua och Barbuda - Argentina - Bahamas - Bahrain - Bangladesh - Barbados - Belize - Bermuda - Bolivia - Caymanöarna - Centralafrikanska republiken - Chile - Egypten - Elfenbenskusten - El Salvador | - Fiji - Filippinerna - Förenade arabemiraten - Gabon - Gambia - Ghana - Haiti - Honduras - Hongkong - Indonesien - Iran - Israel - Japan - Kanada - Kenya - Kina | - Kinesiska Taipei - Liberia - Liechtenstein - Malawi - Malaysia - Marocko - Mauritius - Monaco - Nederländska Antillerna - Niger - Norge - Pakistan - Panama - Papua Nya Guinea - Paraguay - Qatar | - Saudiarabien - Singapore - Somalia - Sudan - Surinam - Swaziland - Sydkorea - Tchad - Thailand - Togo - Tunisien - Turkiet - Uruguay - USA - Västtyskland - Zaire |

## Maskot
Misja var den ryska björnen som var maskot för de olympiska sommarspelen 1980 Moskva. Björnen var designad av barnboksillustratören Viktor Tjizjikov.